# ベリンダ・バウアー
ベリンダ・バウアー（Belinda Bauer, 1950年6月13日 - ）は、オーストラリア出身の女優、心理学者。本名はベリンダ・シルビア・トーブマン（Belinda Sylvia Taubman ）。身長175cm。

## 来歴
1950年、オーストラリア生まれ。
出生名であるベリンダ・トーブマンとしてオーストラリア・シドニーのいくつかの美人コンテストで人気を獲得する。彼女の曾祖父はオーストラリア最大の塗料メーカー「Taubman's Paints」（トーブマン・ペイント）の創始者。
オーストラリアのピンブルで育ち、シドニーのアボッツレー(私立の女子高)に通った。
バレエダンサーとしてキャリアをスタートさせ、その後ニューヨークでモデルとなり女優に転身、1979年の『Winter Kills』、1980年の『American Success Company』、1982年の『Time Rider』などのアメリカのカルト映画で人気となった。そしていくつかのテレビの仕事の間に1990年、『ロボコップ2』にジュリエット・ファックス博士として出演した。
彼女は度々強い女性として描かれた(『サムソンとデリラ』のデリラのような)1983年にはオスカー・ワイルドの小説『ドリアン・グレイの肖像』を原作としたテレビシリーズ、『美女ドリアン・グレイの秘密』にてタイトルロールを演じ、1985年の『スタークロス』では、地球にやってきた女性エイリアン役を演じている。
また、テレビシリーズ『超音速攻撃ヘリ エアーウルフ』のパイロット版にて主人公ストリングフェロー・ホーク（ジャン＝マイケル・ヴィンセント）の恋人であるガブリエル・アドミワーレ役を演じた。1991年の『スティグマ/邪神降臨』では主演女優クリスティーンとして登場した。彼女のラストクレジットは1996年の『ボディヒート2/挑発』のアンジェラ・フォーク役である。
その後、ロサンゼルスに在住し、心理学者として活動している。彼女は、『スーパーマンIII/電子の要塞』のパメラ・スティーブンソンや『フラッシュ・ゴードン』のメロディ・アンダーソンと同じく、心理学の分野で活躍する元女優の一人である。

## 出演作品
- Winter Kills (1979)
- American Success Company (1980)
- The Archer (1981)
- タイムライダー Timerider (1982)
- 美女ドリアン・グレイの秘密 The Sins of Dorian Gray  (1983)
- フラッシュダンス  (1983)　ケティ・ハーレイ
- 超音速攻撃ヘリ エアーウルフ Airwolf (1984)　エージェント・ガブリエル
- 地獄の戦闘艇バラクーダ Act of Piracy (1988)
- ロボコップ2 RoboCop 2 (1990)　ジュリエット・ファックス博士
- ボディヒート2/挑発 Poison Ivy II (1990)
- ネクロノミカン　Necronomicon (1993)